# 福逸
福逸（英語：Wellington），是一匹曾在香港和英國出賽的已退役賽駒，為2021/2022馬季最佳短途馬，先後由高伯新和黎昭昇訓練。競賽生涯中四勝國際一級賽。在高伯新馬房內，被馬房人員以及策騎員稱為「阿虎」。

## 簡介
2020年1月27日，「福逸」於香港首次出賽便一出即勝，打開其在港的勝利之門。
2020年3月22日，「福逸」取得了三連捷。
2021年4月25日，巴度策騎「福逸」勝出國際一級賽主席短途獎，使得巴度首度在港勝出國際一級賽。賽後，巴度說道：「這確是個美妙時刻，我上季就騎過這匹馬，我們一直合作良好，一起贏得多次頭馬。能再次策騎牠出賽，我真的很開心也很感恩。在香港，能得到一匹出色坐騎並勝出大賽，絕對不容易。今天實在太美好了，我也替練馬師高伯新感到高興，因為他一直對我很好。從我來港策騎的第一季，他就十分支持我。能在如此重要的賽日為他建功，真是太好了。馬兒今仗取位順利，跑來遠較上仗放鬆。坦白說，牠上仗檔位不利，加上場地偏快，所以我難以在不令牠失地的情況下讓牠放鬆來跑。不過，馬兒今天表現無懈可擊，牠沿途跟隨前領馬，跑來更加放鬆。當我稍加催策時，牠交出極佳反應。『福逸』在我心目中是匹頂尖佳駟，牠今天無疑證明了這一點。」練馬師高伯新說道︰「牠將會好好休息，12月再在沙田和大家見面。我們為香港贏得重要的一仗。我很開心今日能看見一眾馬迷入場觀賽，也十分替馬主高興，他們是我初來港時最早期給予我支持的馬主之一，一直對我十分支持。有幸覓得及訓練這匹出色的賽駒，令我有很大滿足感。牠來自澳洲，是在試閘期間被選中的。我一直覺得我們有機會踏進凱旋門，只是過程有點崎嶇，但人生很少一帆風順，很開心我們最終成功了。」對於「福逸」上仗於4月5日在二級賽短途錦標中大熱倒灶，今仗重啟勝門，高伯新說道︰「當時確實難掩失望，但我們對整個團隊及馬兒均有信心，而牠今天也不負眾望。身為練馬師，必須經得起高低起落。我們對自己在港練馬的工作信心十足，也希望如今天般的勝仗，有助提升馬房實力。」
2022年2月20日，巴度策騎「福逸」勝出國際一級賽女皇銀禧紀念盃。賽後，巴度說道：「這是一場重要勝仗，牠勝來確是非常出色。由於牠在這項1400米賽事中自第一檔起步，因此出閘後我嘗試讓馬兒放鬆下來。牠跑來輕鬆自若，至末段我讓牠成功望空及增速，牠亦能交出本身的最強後勁而奠勝。牠確是匹了不起的佳駟，馬兒季內早前數仗表現未及預期，實在略欠運氣，因此今次我感到特別高興，牠實在值得奪下這場勝仗。相比以往，牠近期的動態顯得更為文靜、更為放鬆，此點當有助牠應付今日所競逐的較長途程。」練馬師高伯新說道︰「馬兒早前狀態在水準之下，牠今仗能有此精湛演出我當然感到相當高興。慶幸牠角逐浪琴表香港短途錦標後並無大礙，但其他賽駒則沒有那麼幸運。正如我今日於賽事舉行前所說，上仗馬兒沿途走位及際遇俱平平，因此我們認為是時候讓牠再次角逐1400米賽事，牠今日的表現充分展現其雄厚實力及級數。其實賽前我們對此駒今仗排得第一檔感到有點失望，我原先較屬意馬兒能抽得外檔，讓牠於早段可較輕鬆地跟跑，並自外疊上前展開衝刺。巴度和我今日均希望馬兒於最後階段可自外疊推進，我認為此點正是牠今仗能夠施展強烈後勁及加速力的關鍵。雖然馬兒早前曾受不同因素所影響而未臻最佳狀態，但我們賽前仍對牠的機會感到樂觀，而牠最終亦能交出水準。我們沒有計劃派遣牠征戰海外，之後將舉行速度系列第三關賽事，我們會將目標指向該賽。」
2022年4月3日，巴度策騎「福逸」勝出國際二級賽短途錦標。賽後，巴度說道：「由於今日排檔關係（7檔），倘若早段具一定步速的話，我較屬意讓馬兒留居偏後的位置，而我樂於沿途跟隨『旺蝦王』之後競跑。我知道『好眼光』是匹正進步中的新星，由於賽事的讓磅條件關係，該駒今仗的負磅較我的坐騎為輕。然而，『福逸』今仗交出了最佳水準，牠再次展現強勁的加速力，接近過終點時對手曾一度嘗試負隅頑抗，但牠仍能繼續保持強勢奠勝，我感到相當興奮。上仗牠角逐1400米途程時跑來相當放鬆，今日我們縮程回師1200米賽事，面對好些速度甚快的對手，我曾擔心馬兒的速度或會有點跟不上，但牠最終的表現確是無懈可擊，顯得大熟大勇。」練馬師高伯新說道︰「雖然距離大賽尚有數個星期時間，但這些佳駟全都已具備不俗狀態。三週後的賽事將會是牠季內的最後一戰。牠成為香港現今最佳短途馬已有好一段時間。馬兒今日需加磅上陣，但我認為牠再次展現其級數，其取勝姿態更是相當出色。以往的統計數據對我駒稍為不利，而我們賽前亦有點緊張，但馬兒最近於操練中佳態洋溢，最終牠今日亦再次發揮出其雄厚實力及出眾的能力。」
2022年4月24日，巴度策騎「福逸」勝出國際一級賽主席短途獎，使得「福逸」再度奪得這項賽事的勝利。賽後，巴度說道：「對一位騎師來說，當你有這匹好馬在手，你策騎時當然會更得心應手。今仗之勝當然歸功於高伯新及其練馬團隊的努力。此駒並非容易訓練，但練者一直知道該怎樣為牠備戰。他給予馬兒莫大的耐性，今日大家都看到最終成果。我們這個團隊合作無間，很高興可策牠摘下這場大賽冠軍。」練馬師高伯新說道︰「我很高興馬主今日可以在場見證這個時刻，並且可以親眼看到這匹如此出色的佳駟獲勝。我亦替馬會感到相當開心，他們之前作了很大努力，以讓一眾馬主可以出席今日的重要賽事。再加上今日同場好些前來出席賽事的賓客，所有人均可在場內欣賞這些頂級賽駒於大賽獲勝的一刻，這正是賽馬運動的精粹所在。此駒現已真正成為全球其中一匹最頂尖的短途馬。要於這些一級大賽中取得兩連勝並非一件易事，但牠確已做到，這可是一項十分了不起的成就。」高伯新表示負責料理「福逸」的馬房助理、以及策牠訓練的策騎員均居功至偉。此勝仗亦進一步提高「福逸」取得本年度馬季最佳短途馬的呼聲。他同時提及今次賽前為保持此駒勇銳的狀態，期間所面對的沉重壓力。他說道：「過去三星期的日子我過得不太真實。馬兒三星期前狀態已屆及鋒而試之境，每朝我起床後，都會問問自己：『會否有任何問題出現？』所有事均進行得太過順暢，我相信我們有最強的一駒在手，因此問題在於我們能否準確地執行我們的賽前計劃。料理牠的馬伕對馬兒無微不至，與牠關係極佳，我知道若我們今天不犯錯的話，馬兒甚有機會獲勝。」高伯新表示一直相信花上多個月時間為賽駒準備一級賽，實屬為備戰此等重要賽事的最佳方案。他相信「福逸」這匹五歲馬仍甚具進步空間，但他現階段暫未有計劃安排馬兒征戰海外。他說道：「刻下的新冠疫情說不定每兩個星期已有所改變，這令相關情況變得嚴峻。我們今季憑此駒取得如此驕人的成績，現將有我們有充裕的時間與牠的馬主討論一下將來的作賽安排。此駒的心理狀況極佳，牠於賽前能表現得如此文靜，以一匹短途馬來說並不常見。馬兒與眾不同之處，在於牠可瞬間施展出其力量以爭勝，過程就像按燈制般輕而易舉。巴度於陣中沒有任何犯錯，我認為他今日的策騎表現堪稱一絕。」
2022年10月23日，巴度策騎「福逸」勝出國際二級賽精英碗。賽後，巴度說道：「無可挑剔。對於年長馬而言，最為人關注的問題通常是健康是否良好，這是關鍵所在。牠的質素超卓，再獲證明。今日牠出閘十分俐落。牠的表現是如此專業，跑來是如此成熟，實在是一匹夢幻坐騎。牠不但保持一貫的實力，而且更為成熟，跑法更為機動，更容易駕馭。超卓的質素，加上強勁的加速力，令牠出類拔萃。」練馬師高伯新說道︰「毫無疑問，牠是這場賽事實力最強的馬，問題只是負頂磅對牠有多大影響？坦白說，賽前我也不知道答案，只知道任何對手要擊敗牠，本身必須也甚具分量。我們的最大目標在12月。但今仗亦在我們的部署之內，能夠勝出可算是額外的獎賞。放眼未來，季內還有多場大賽等著我們。牠已連續兩個馬季展示其實力級數，尤其是今日能夠克服重磅。當我看到牠從閘內迅速彈出，已知道今日牠難以被擊敗。唯一令我詫異的事情，是牠的獨贏賠率竟然有九倍之多。最近兩年香港的最佳短途馬，縱然負重磅，有如此賠率可謂有點令我意外。」
2022年12月11日，莫雅策騎「福逸」勝出國際一級賽香港短途錦標。正因為數星期前「福逸」的慣常拍檔巴度在沙田一項賽事中墮馬導致肩部脫臼，高伯新因此找來英國頂級好手莫雅替「福逸」執韁。賽後，莫雅說：「馬兒出閘十分迅速，首三百米賽事步速很慢。坐騎能夠切入居中間稍後位置，略有遮擋，而可以隨時讓坐騎發力上前。我的坐騎非常容易駕馭，牠輕鬆地推進上前，最後二百米已主宰大局。我很早已認為牠是香港的最佳短途馬。我為巴度感到可惜，但我很感恩能有機會為此駒主轡，在今天取得佳績。」練馬師高伯新說道︰「沒有勝出香港短途錦標，就難以稱上短途馬王。我們各人都是這個出色團隊的其中一員，巴度也是功勞很大，他今仗未能策騎『福逸』出賽，我替他感到非常可惜，但我以我的團隊為榮。『福逸』上仗表現令人失望，其後我們下了不少功夫，而我們出色的獸醫隊伍和脊醫也貢獻良多，所以我要感謝很多人。我們必須有一點耐性，但我很高興牠沒有因此而缺課。自去年起，我們便全力備戰今仗，很想為香港及『福逸』的馬主贏取冠軍。他們一直對我支持有加，而且是我來港從練後的首批馬主。我非常開心今日能夠取得我們其中一場重要勝仗，而香港有實力如此強橫的賽駒，實在令人振奮。我們已為此駒訂下未來數月的計劃，如果計劃順利進行，我們將會考慮遠征雅士谷。」
2023年2月5日，巴度策騎「福逸」出戰國際一級賽百週年紀念短途盃，不敵「金鑽貴人」，取得第二名。
2023年3月19日，莫雅策騎「福逸」出戰國際一級賽女皇銀禧紀念盃，不敵「金鑽貴人」及「加州星球」，取得第三名。
2023年4月30日，巴度策騎「福逸」出戰國際一級賽主席短途獎，不敵「金鑽貴人」及「速遞奇兵」，取得第三名。
2023年6月24日，莫雅策騎「福逸」遠征皇家雅士谷賽期的壓軸國際一級賽女皇伊利沙伯二世禧年錦標，賽事起步後「福逸」被對手輕微碰撞，之後隨即緊隨大熱門「喜菲皇女」跑綫留後競跑，最終「福逸」只能以第十名過終點，三甲不入，隨後轉投黎昭昇馬房。
2023年12月10日，巴度策騎「福逸」出戰國際一級賽香港短途錦標，不敵「金鑽貴人」及「幸運有您」，取得第三名。
2024年1月28日，「福逸」角逐國際一級賽百週年紀念短途盃，首次由布文策騎，結果取得第三名，而這亦是「福逸」在港最後一次出賽。
2024年2月19日，「福逸」宣告退役，正式結束其競賽生涯。

## 在港勝出賽事全紀錄
| 比賽日期   | 賽事名稱             | 賽事班次 | 賽道 | 賽事路程 | 比賽馬場 | 名次 | 完成時間 | 騎師 |
| ---------- | -------------------- | -------- | ---- | -------- | -------- | ---- | -------- | ---- |
| 27/01/2020 | 興隆讓賽             | 第四班   | 草地 | 1200米   | 沙田馬場 | 1    | 1:09.37  | 巴度 |
| 16/02/2020 | 花旗銀行保險服務讓賽 | 第三班   | 草地 | 1200米   | 沙田馬場 | 1    | 1:09.77  | 巴度 |
| 22/03/2020 | 戰利品讓賽           | 第三班   | 草地 | 1200米   | 沙田馬場 | 1    | 1:08.55  | 潘頓 |
| 26/12/2020 | 浪茄讓賽             | 第三班   | 草地 | 1000米   | 沙田馬場 | 1    | 0:56.51  | 潘頓 |
| 14/02/2021 | 發財讓賽             | 第二班   | 草地 | 1200米   | 沙田馬場 | 1    | 1:08.56  | 潘頓 |
| 13/03/2021 | 大嶼山讓賽           | 第一班   | 草地 | 1200米   | 沙田馬場 | 1    | 1:07.80  | 巴度 |
| 25/04/2021 | 主席短途獎           | G1       | 草地 | 1200米   | 沙田馬場 | 1    | 1:08.64  | 巴度 |
| 20/02/2022 | 女皇銀禧紀念盃       | G1       | 草地 | 1400米   | 沙田馬場 | 1    | 1:23.53  | 巴度 |
| 03/04/2022 | 短途錦標             | G2       | 草地 | 1200米   | 沙田馬場 | 1    | 1:08.23  | 巴度 |
| 24/04/2022 | 主席短途獎           | G1       | 草地 | 1200米   | 沙田馬場 | 1    | 1:08.09  | 巴度 |
| 23/10/2022 | 精英碗               | G2       | 草地 | 1200米   | 沙田馬場 | 1    | 1:07.78  | 巴度 |
| 11/12/2022 | 浪琴香港短途錦標     | G1       | 草地 | 1200米   | 沙田馬場 | 1    | 1:08.76  | 莫雅 |

## 在港一級賽出賽全紀錄
| 比賽日期   | 賽事名稱           | 賽事班次 | 賽道 | 賽事路程 | 比賽馬場 | 名次 | 完成時間 | 騎師 |
| ---------- | ------------------ | -------- | ---- | -------- | -------- | ---- | -------- | ---- |
| 25/04/2021 | 主席短途獎         | G1       | 草地 | 1200米   | 沙田馬場 | 1    | 1:08.64  | 巴度 |
| 12/12/2021 | 浪琴表香港短途錦標 | G1       | 草地 | 1200米   | 沙田馬場 | 7    | 1:09.76  | 巴度 |
| 23/01/2022 | 百週年紀念短途盃   | G1       | 草地 | 1200米   | 沙田馬場 | 4    | 1:08.98  | 巴度 |
| 20/02/2022 | 女皇銀禧紀念盃     | G1       | 草地 | 1400米   | 沙田馬場 | 1    | 1:23.53  | 巴度 |
| 24/04/2022 | 主席短途獎         | G1       | 草地 | 1200米   | 沙田馬場 | 1    | 1:08.09  | 巴度 |
| 11/12/2022 | 浪琴香港短途錦標   | G1       | 草地 | 1200米   | 沙田馬場 | 1    | 1:08.76  | 莫雅 |
| 05/02/2023 | 百週年紀念短途盃   | G1       | 草地 | 1200米   | 沙田馬場 | 2    | 1:08.34  | 巴度 |
| 19/03/2023 | 女皇銀禧紀念盃     | G1       | 草地 | 1400米   | 沙田馬場 | 3    | 1:21.77  | 莫雅 |
| 30/04/2023 | 主席短途獎         | G1       | 草地 | 1200米   | 沙田馬場 | 3    | 1:09.11  | 巴度 |
| 10/12/2023 | 浪琴香港短途錦標   | G1       | 草地 | 1200米   | 沙田馬場 | 3    | 1:09.51  | 巴度 |
| 28/01/2024 | 百週年紀念短途盃   | G1       | 草地 | 1200米   | 沙田馬場 | 3    | 1:09.82  | 布文 |

## 在港以外大賽出賽全紀錄
| 比賽日期   | 賽事名稱                 | 賽事班次 | 賽道 | 賽事路程 | 比賽馬場   | 名次 | 完成時間 | 騎師 |
| ---------- | ------------------------ | -------- | ---- | -------- | ---------- | ---- | -------- | ---- |
| 24/06/2023 | 女皇伊利沙伯二世禧年錦標 | G1       | 草地 | 1200米   | 雅士谷馬場 | 10   | 1:13.40  | 莫雅 |

## 外部連結
- . 2021-04-25  [2021-04-25]. （原始内容存档于2021-04-28）.
- . 2022-02-20  [2022-02-20]. （原始内容存档于2022-02-20）.
- . 2022-04-03  [2022-04-03]. （原始内容存档于2022-06-16）.
- . 2022-04-24  [2022-04-24]. （原始内容存档于2022-04-29）.
- . 2022-10-23  [2022-10-23]. （原始内容存档于2022-10-24）.
- . 2022-12-11  [2022-12-11]. （原始内容存档于2024-01-27）.
- . 2023-06-22  [2023-06-22]. （原始内容存档于2024-01-27）.
- . 2023-06-23  [2023-06-23]. （原始内容存档于2024-01-27）.
- . 2023-06-25  [2023-06-25]. （原始内容存档于2024-01-27）.